# Кастело ди Кавалино (Пезаро и Урбино)
Кастело ди Кавалино је насеље у Италији у округу Пезаро и Урбино, региону Марке.
Према процени из 2011. у насељу је живело 267 становника. Насеље се налази на надморској висини од 407 м.